# Amplang
Amplang también conocido como kerupuk kuku macan es una croqueta de pescado que se sirve como bocadillo tradicionalmente en la región de Samarinda en Indonesia y en  Malasia. Estas galletas se preparan comúnmente con ikan tenggiri (Acanthocybium solandri) o macarela española, mezclada con harina y otros ingredientes, y posteriormente son freídas.
La forma y el tamaño del Amplang puede ser muy variable, el más tradicional es un alargado al que se denomina "uña de tigre", por lo que también es conocido el alimento como Kuku macan.

## Producción

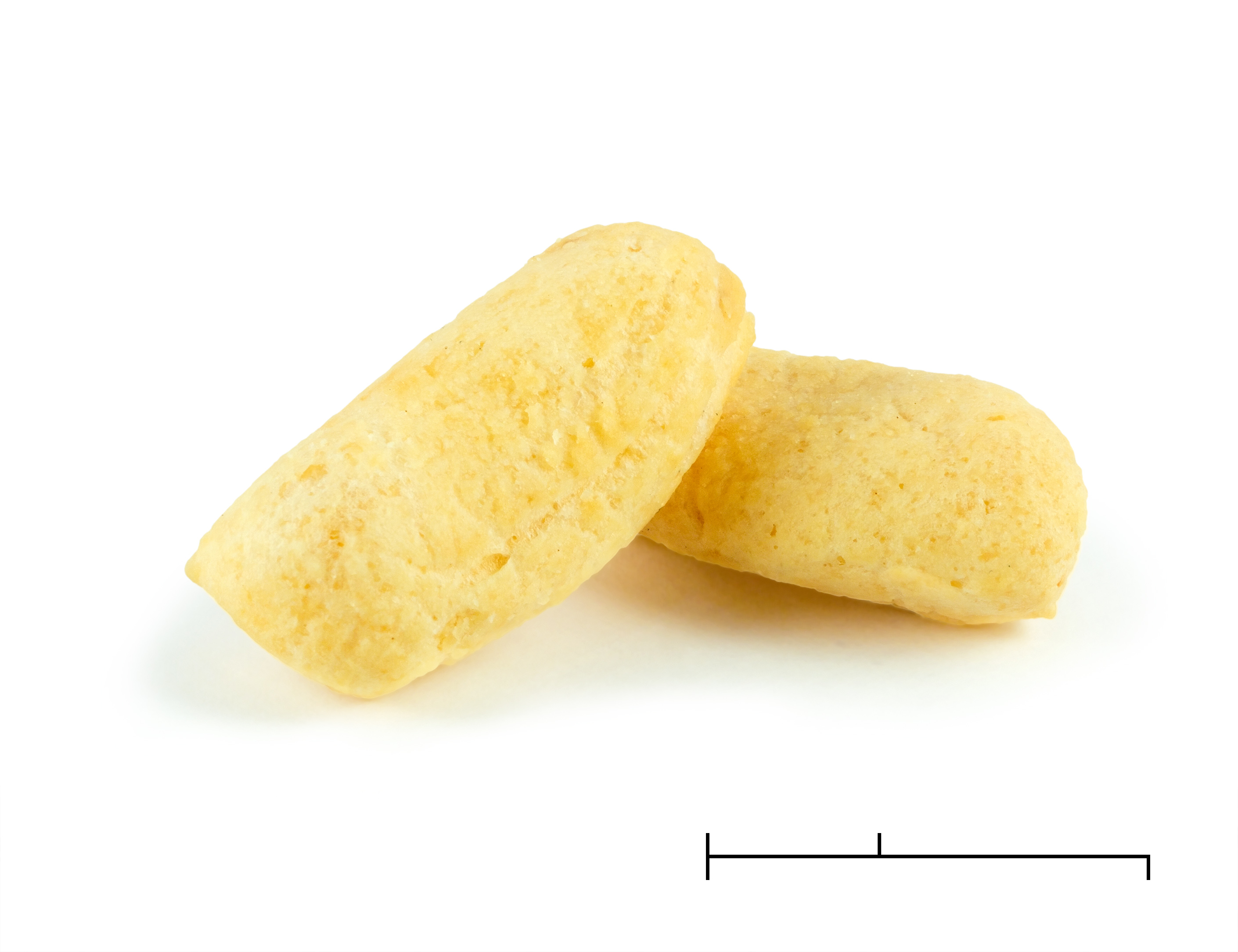
Amplang de Kalimantan.

El amplang es cocinado comúnmente en las cocinas caseras en Samarinda, en Indonesia. Otros lugares en donde se produce este alimento son en Balikpapan, Pontianak, Banjarmasin y Kalimantan.
En la vecina Malasia, el amplang solo es elaborado en la costa este de Sabah.

## Variantes
Los productores de amplang en Kalimantan oriental, ya no solo producen el bocadillo con el tradicional sabor a pescado, sino también han explorado otros sabores diferentes, tales como surimi o macroalgas; sin embargo, el clásico amplang de kuku macan sigue manteniéndose como el más popular.